# Owen Lovejoy
Owen Lovejoy (6 de janeiro de 1811 - 25 de março de 1864) foi um advogado americano, ministro congregacional, abolicionista e congressista republicano de Illinois. Ele também foi um "maestro" na Ferrovia Subterrânea. Depois que seu irmão Elijah Lovejoy foi assassinado em novembro de 1837 pelas forças pró-escravidão, Owen, amigo de Abraham Lincoln, tornou-se um líder dos abolicionistas em Illinois, condenando a escravidão e ajudando escravos fugitivos a escapar para a liberdade.
Nascido em Albion, Maine, em 1811, Lovejoy era um dos cinco irmãos de Elizabeth (Patee) e Daniel Lovejoy, ministro congregacional e fazendeiro. Trabalhou com a família na fazenda até os 18 anos e seus pais incentivaram sua educação. Seu pai era ministro congregacional e sua mãe era muito devota. Lovejoy frequentou o Bowdoin College de 1830 a 1833. Ele estudou direito, mas nunca exerceu a profissão.